# 야마가타역
야마가타역(일본어: 山形駅, やまがたえき 야마가타에키[*])은 일본 야마가타현 야마가타시에 있는 철도역으로 야마가타 신칸센과 오우 본선이 다닌다.

## 역 구조

### 승강장
| 표준궤 |                   |                                         |                                                |                                      |
| 1      | ■ 야마가타 신칸센 | (상행)                                  | 후쿠시마 · 우쓰노미야 · 오미야 · 도쿄 방면     | 첫 차                                |
| 2      | ■ 야마가타 신칸센 | (상행)                                  | 후쿠시마 · 우쓰노미야 · 오미야 · 도쿄 방면     |                                      |
| (하행) | ■ 야마가타 신칸센 | 사쿠란보히가시네 · 무라야마 · 신조 방면 |                                                |                                      |
| 3      | ■ 야마가타 선     | (하행)                                  | 덴도 · 사쿠람보히가시네 · 무라야마 · 신조 방면 |                                      |
| 4      | ■ 야마가타 선     | (상행)                                  | 요네자와・후쿠시마 방면                        |                                      |
| 협궤   |                   |                                         |                                                |                                      |
| 5      | 긴급 임시 플랫폼  |                                         | 현재 정기 열차는 설정되어 있지 않다.           | 현재 정기 열차는 설정되어 있지 않다. |
| 6      | ■ 아테라자와 선   |                                         | 사가에 · 아테라자와 방면                       |                                      |
| 7      | ■ 센잔 선         |                                         | 야마데라 · 사쿠나미 · 아야시 · 센다이 방면     |                                      |

## 인접한 역
| 동일본 여객철도 오우 본선 | 동일본 여객철도 오우 본선   | 동일본 여객철도 오우 본선    |
| ------------------------- | --------------------------- | ---------------------------- |
| 가미노야마 온천 도쿄 방면 | ■ 야마가타 신칸센 쓰바사 호 | 덴도 신조 방면               |
| 자오 요네자와 방면        | ■ 야마가타 선               | 기타야마가타 신조 방면       |
| 기타야마가타 센다이 방면  | ■ 센잔 선                   | 시·종착역                    |
| 시·종착역                 | ■ 아테라자와 선             | 기타야마가타 아테라자와 방면 |